# Kabinett Rudinì V
Das Kabinett Rudinì V regierte das Königreich Italien vom 1. bis zum 29. Juni 1898. Es war die letzte von Ministerpräsident Antonio Starabba di Rudinì angeführte Regierung, der bereits dem Vorgängerkabinett Rudinì IV vorstand.

## Entstehung und Entwicklung
Das Kabinett Rudinì V war das 35. Kabinett des Königreiches und nur 28 Tage im Amt. Es bildete sich überwiegend aus Vertretern der Historischen Rechten (italienisch Destra storica). Bei der ersten parlamentarischen Sitzung am 18. Juni stellte die neue Regierung eine Reihe von antiliberalen Gesetzen vor, die die Einschränkung der während der sozialen Unruhen im Frühjahr 1869 ausgesetzten Streik- und Versammlungsrechte legitimieren sollten. Die Vorschläge wurden vom Oppositionsführer Giovanni Giolitti scharf kritisiert, fanden aber auch im moderaten Flügel der Historischen Rechten keine Unterstützung. Daraufhin reichte Rudinì am 18. Juni seinen Rücktritt ein. Nachdem die Versuche einer Regierungsbildung von Emilio Visconti Venosta und Gaspare Finali scheiterten, übertrug König Umberto I. Luigi Pelloux den Regierungsauftrag, woraufhin er das Kabinett Pelloux I bildete.

## Minister

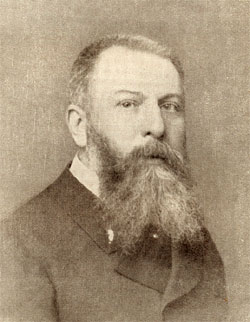
Antonio Starabba di Rudinì

| Ministerien                          | Name                                          |
| ------------------------------------ | --------------------------------------------- |
| Ministerpräsident                    | Antonio Starabba di Rudinì                    |
| Äußeres                              | Raffaele Cappelli                             |
| Inneres                              | Antonio Starabba di Rudinì                    |
| Justiz und Kirchenangelegenheiten    | Teodorico Bonacci                             |
| Krieg                                | Alessandro Asinari di San Marzano             |
| Marine                               | Felice Napoleone Canevaro                     |
| Finanzen                             | Ascanio Branca                                |
| Schatz                               | Luigi Luzzatti                                |
| Öffentliche Arbeiten                 | Achille Afan De Rivera                        |
| Bildung                              | Luigi Cremona                                 |
| Landwirtschaft, Industrie und Handel | Antonio Starabba di Rudinì (geschäftsführend) |
| Post und Telegraphie                 | Secondo Frola                                 |